# Type 4 Chi-To
Type 4 Chi-To  (Japans: 四式中戦車 チト, Yonshiki chūsensha Chi-To?) is een Japanse zware experimentele tank uit de Tweede Wereldoorlog.

## Ontwikkeling
De ontwikkeling van Type 4 Chi-To begon in 1942, de tank moest de opvolger worden van Type 97 Chi-Ha. De tank zou eerst worden uitgerust met een 57mm AT kanon. Maar in 1943 werd er besloten de tank uit te rusten met een 75mm AT kanon. Als een van de vele zware tank prototypes geproduceerd op het einde van de Tweede Wereldoorlog, is de tank echter nooit ingezet. Het eerste prototype werd geproduceerd in mei 1944. Slechts zes modellen werden gebouwd in 1943.